# Antonio Permunian
Antonio Permunian (ur. 16 sierpnia 1930 w Bellinzonie, zm. 5 marca 2020 tamże) – piłkarz szwajcarski grający na pozycji bramkarza. W swojej karierze rozegrał 11 meczów w reprezentacji Szwajcarii.

## Kariera klubowa
Swoją karierę piłkarską Permunian rozpoczął w klubie AC Bellinzona. W sezonie 1950/1951 zadebiutował w jego barwach w szwajcarskiej pierwszej lidze. W Bellinzonie występował do końca rundy jesiennej sezonu 1957/1958. Na początku 1958 roku przeszedł do FC Luzern. W 1964 roku zakończył w nim swoją karierę.

## Kariera reprezentacyjna
W reprezentacji Szwajcarii Permunian zadebiutował 24 czerwca 1951 roku w przegranym 3:7 towarzyskim meczu z Jugosławią, rozegranym w Belgradzie. W 1962 roku został powołany do kadry Szwajcarii na mistrzostwa świata w Chile. Na nich był rezerwowym bramkarzem dla Karla Elsenera i nie rozegrał żadnego spotkania. W kadrze narodowej od 1951 do 1962 roku rozegrał 11 meczów.